# أشلي فيليبس
أشلي فيليبس (بالإنجليزية: Ashley Phillips)‏ (21 فبراير 1986 في الولايات المتحدة - ) هي مدربة كرة قدم ولاعبة كرة قدم أمريكية في مركز حراسة المرمى. لعبت مع بوسطن بريكرز وAtlanta Silverbacks Women ‏ وأتلانتا سيلفرباكس.

## وصلات خارجية
- أشلي فيليبس على موقع قاعدة بيانات كرة القدم.إي يو (الإنجليزية)
- أشلي فيليبس على موقع Soccerway.com (الإنجليزية)
- أشلي فيليبس على موقع عالم كرة القدم.نت (الإنجليزية)